# Blew
Blew (с англ. — «Обкуренный») — мини-альбом американской рок-группы Nirvana, записанный в 1988—1989 и выпущенный в декабре 1989 года на лейбле Tupelo Records. Заглавная песня была также и открывающим треком предыдущего альбома группы — Bleach.

## Песня
Песня «Blew» была написана Куртом Кобейном в 1988 году. В декабре этого же года песня была записана в студии и впоследствии появилась в первом альбоме Nirvana — Bleach, который вышел в 1989 году.

## Мини-альбом
Мини-альбом Blew был выпущен в двух версиях: на 12-дюймовом виниле и на компакт-диске. Помимо песни Blew в мини-альбоме присутствует версия песни «Love Buzz», до этого выпущенная в первом альбоме группы — Bleach. Также на EP присутствуют две ранее не выпускавшиеся песни — «Been A Son» и «Stain».
Мини-альбом вышел только в Великобритании тиражом всего в 3000 экземпляров.

## Список композиций
Все песни написаны Куртом Кобейном, если не указано другое.
1. «Blew» — 2:54
2. «Love Buzz» — 3:35 (кавер-версия группы Shocking Blue)
3. «Been a Son»  — 2:23
4. «Stain» — 2:40

- «Blew» и «Love Buzz» ранее были выпущены на альбоме Bleach.
- «Been a Son» впоследствии была выпущена на альбоме Nirvana, а другая версия песни появилась на сборнике Incesticide.
- «Stain» была впоследствии выпущена на Incesticide.

## Участники записи
- Курт Кобейн — гитара, вокал;
- Крис Новоселич — бас-гитара;
- Чэд Ченнинг — барабаны;
- Джек Эндино — продюсер песен «Blew» и «Love Buzz»
- Стив Фиск — продюсер песен «Stain» и «Been a Son».